# Polimorfismo (ciencia de materiales)

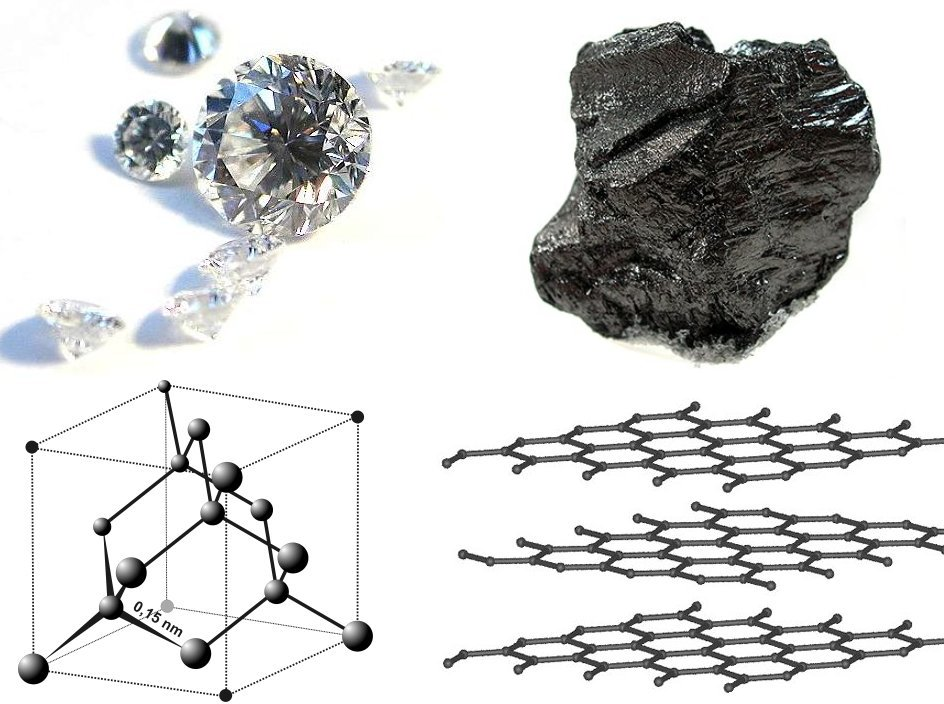
Un ejemplo de alotropía: el diamante (izquierda) y grafito (derecha); ambos están compuestos de átomos de carbono, pero tienen estructura cristalina y propiedades físicoquímicas diferentes.

En ciencia de los materiales y mineralogía, el polimorfismo es la capacidad de un material sólido de existir en más de una forma o estructura cristalina. El polimorfismo se encuentra posiblemente en cualquier material cristalino incluyendo polímeros, minerales y metales, y se relaciona con la alotropía, referida a elementos químicos. La morfología completa de un material se describe mediante polimorfismo y otras variables tales como hábito cristalino, fracción amorfa o defectos cristalográficos. El polimorfismo es relevante para los campos de la farmacéutica, agroquímicos, pigmentos, colorantes, alimentos y explosivos.
Cuando existe polimorfismo como resultado de la diferencia de empaquetamiento cristalino, se denomina polimorfismo de empaquetamiento. El polimorfismo también puede deberse a la existencia de diferentes confórmeros de la misma molécula en polimorfismo conformacional. En el seudopolimorfismo los diferentes tipos de cristal son el resultado de hidratación o solvatación. Esto se conoce más correctamente como solvatomorfismo cuando diferentes solutos tienen diferentes fórmulas químicas. Un ejemplo de un polimorfo orgánico es la glicina, que es capaz de formar cristales monoclínicos y hexagonales. La sílice es conocido por formar muchos polimorfos, el más importante de los cuales son α-cuarzo, β-cuarzo, tridimita, cristobalita, coesita y stishovita. Un ejemplo clásico es el par de minerales calcita y aragonita, ambas formas de carbonato de calcio.
Un fenómeno análogo para materiales amorfos es poliamorfismo, cuando una sustancia puede tomar diferentes modificaciones amorfas.

## Antecedentes
En términos de la termodinámica, existen dos tipos de polimorfismo. Para un sistema monotrópico, es una representación de la energía libre de los distintos polimorfos contra la temperatura que no se cruzan antes de que todos los polimorfos se fundan —en otras palabras, cualquier transición de un polimorfo a otro será irreversible—. Para un sistema enantiotrópica, es una representación de la energía libre respecto a la temperatura mostrando un punto de cruce antes de los distintos puntos de fusión, y puede resultar en la posible conversión de forma reversible entre ambos polimorfos en el calentamiento y enfriamiento, o por contacto físico con un polimorfo de menor energía.
La primera observación de polimorfismo en materiales orgánicos se atribuye a Friedrich Wöhler y Justus von Liebig, cuando en 1832 examinaron una solución hirviendo de benzamida: en el enfriamiento de la benzamida inicialmente se cristalizó en forma de agujas sedosas pero al dejarlo en reposo estos fueron reemplazados lentamente por los cristales rómbicos. Análisis realizados actualmente identifican tres polimorfos de benzamida: el menos estable, formado por enfriamiento rápido es la forma ortorrómbica II. Este tipo es seguido por la forma monoclínica III (observado por Wöhler y Liebig). La forma más estable es la forma monoclínica I. El motivo de la unión de hidrógeno es la misma para las tres fases, sin embargo se diferencian fuertemente en sus interacciones π-π.

## Motivos
Los polimorfos tienen diferentes estabilidades y pueden convertirse espontáneamente de una forma metaestable (forma inestable) a la forma estable a una temperatura particular. También presentan diferentes puntos de fusión, solubilidad (que afectan la velocidad de disolución del fármaco y por lo tanto su biodisponibilidad en el organismo), patrones de difracción y de rayos X en el cristal.
Diversas condiciones en el proceso de cristalización son la principal razón responsable del desarrollo de diferentes formas polimórficas. Estas condiciones incluyen:
- Efectos solventes (el empaquetamiento de cristal puede ser diferente en disolventes polares y no polares).
- Ciertas impurezas inhibiendo patrones de crecimiento y favoreciendo el crecimiento de polimorfos metaestables.
- El nivel de sobresaturación desde el cual se cristaliza el material (en el que generalmente cuanto mayor es la concentración por encima de la solubilidad, más probabilidad de formación metaestable).
- Temperatura a la que la cristalización se lleva a cabo.
- Geometría de enlaces covalentes (diferencias que conducen a polimorfismo conformacional).
- Cambio en condiciones de agitación.

A pesar de las posibles consecuencias, el polimorfismo no siempre es bien comprendido. En 2006, una nueva forma de cristal de ácido maleico fue descubierta, 124 años después de que se estudió la primera forma cristalina. El ácido maleico es un producto químico fabricado a gran escala en la industria química y es un componente formador de sal en la medicina. El nuevo tipo de cristal se produce cuando un cocristal de cafeína y ácido maleico (2:1) se disuelve en cloroformo y cuando se deja que el disolvente se evapore lentamente. Mientras que forma I tiene un grupo espacial monoclínico P21/c, la nueva forma tiene un grupo espacial Pc. Ambos polimorfos consisten en láminas de moléculas conectadas a través de enlaces de hidrógeno de los grupos de ácido carboxílico; pero, en la forma I, las láminas se alternan con respecto del momento dipolar neto, mientras que, en la forma II, las láminas se orientan en la misma dirección.
El 1,3,5-trinitrobenceno fue descubierto hace más de 125 años y fue utilizado como explosivo antes de la llegada del más seguro de 2,4,6-trinitrotolueno. Solo una forma cristalina de 1,3,5-trinitrobenceno era conocida en el grupo espacial Pbca. En 2004, un segundo polimorfo se obtuvo en el grupo espacial Pca21, cuando el compuesto se cristalizó en presencia de un aditivo (trisindano). Este experimento demostró que los aditivos pueden inducir la aparición de formas polimórficas.

## Regla de Ostwald
La regla de Ostwald o regla del proceso de Ostwald, concebida por Wilhelm Ostwald, establece que, por lo general, el polimorfo no es lo más estable pero lo suficientemente estable para cristalizarse primero. Véase, por ejemplo, la benzamida antes mencionada, la dolomita o el fósforo, que en sublimación forma primero el compuesto blanco menos estable y luego el alótropo rojo más estable.
Ostwald sugirió que el primer sólido se formaba en la cristalización de una solución o una masa fundida sería el polimorfo menos estable. Esto puede explicarse basándose en la termodinámica irreversible, las relaciones estructurales, o una consideración combinada de la termodinámica estadística y la variación estructural con la temperatura. La regla de Ostwald no es una ley universal, pero es solo una posible tendencia en la naturaleza.

## Polimorfismo en óxidos metálicos binarios
Los cambios estructurales se producen debido a las transiciones polimórficas en óxidos metálicos binarios y éstas dan lugar a diferentes polimorfos en óxidos metálicos binarios. El cuadro siguiente indica las formas polimórficas de óxidos metálicos binarios funcionales clave, tales como: CrO2, Cr2O3, Fe2O3, Al2O3, Bi2O3, TiO2, SnO2, ZrO2, MoO3, WO3 y In2O3.
| Óxidos metálicos | Fase                  | Condiciones de P y T                   | Estructura/Grupo espacial              |
| ---------------- | --------------------- | -------------------------------------- | -------------------------------------- |
| CrO2             | Fase α                | Condiciones ambientales                | Tipo rutilo tetragonal (P42/mnm)       |
| CrO2             | Fase β                | RT y 14 GPa                            | Tipo ortorómbico CaCl2                 |
| CrO2             | Fase β                | RT y 12±3 GPa                          | Tipo ortorómbico CaCl2                 |
| Cr2O3            | Fase corindón         | Condiciones ambientales                | Tipo corindón romboédrico (R3c)        |
| Cr2O3            | Fase de alta presión  | RT y 35 GPa                            | Tipo Rh2O3-II                          |
| Fe2O3            | Fase α                | Condiciones ambientales                | Tipo corindón romboédrico (R3c)        |
| Fe2O3            | Fase β                | Abajo de 773 K                         | Cuerpo centrado cúbico (Ia3)           |
| Fe2O3            | Fase γ                | Arriba de 933 K                        | Estructura espinela cúbica (Fd3m)      |
| Fe2O3            | Fase ε                | —                                      | Rómbica (Pna21)                        |
| Bi2O3            | Fase α                | Condiciones ambientales                | Monoclínico (P21/c)                    |
| Bi2O3            | Fase β                | 603-923 K y 1 atm                      | Tetragonal                             |
| Bi2O3            | Fase γ                | 773-912 K o RT y 1 atm                 | Cuerpo centrado cúbico                 |
| Bi2O3            | Fase δ                | 912-1097 K y 1 atm                     | FCC (Fm-3m)                            |
| In2O3            | Fase de tipo bixbyita | Condiciones ambientales                | Cúbico (Ia3)                           |
| In2O3            | Tipo corindón         | 15-25 GPa a 1273 K                     | Tipo corindón hexagonal (R3c)          |
| In2O3            | Tipo Rh2O3(II)        | 100 GPa y 1000 K                       | Ortorómbico                            |
| Al2O3            | Fase α                | Condiciones ambientales                | Tipo corindón trigonal (R3c)           |
| Al2O3            | Fase γ                | 773 K y 1 atm                          | Cúbico (Fd-3m)                         |
| SnO2             | Fase α                | Condiciones ambientales                | Tipo rutilo tetragonal (P42/mnm)       |
| SnO2             | Fase tipo CaCl2       | 15 KBar a 1073 K                       | Tipo ortorómbico CaCl2 (Pnnm)          |
| SnO2             | Tipo α-PbO2           | Arriba de 18 KBar                      | Tipo α-PbO2 (Pbcn)                     |
| TiO2             | Rutilo                | Condiciones ambientales                | Tipo rutilo tetragonal                 |
| TiO2             | Anatasa               | Arriba de 1073 K                       | Tetragonal (I41/amd)                   |
| TiO2             | Brookito              | Fase a alta presión                    | Ortorómbica (Pcab)                     |
| ZrO2             | Fase monoclínica      | Condiciones ambientales                | Monoclínico (P21/c)                    |
| ZrO2             | Fase tetragonal       | Arriba de 1443 K                       | Tetragonal (P42/nmc)                   |
| ZrO2             | Fase tipo fluorita    | Arriba de 2643 K                       | Estructura cúbica tipo fluorita (Fm3m) |
| MoO3             | Fase α                | 553-673 K y 1 atm                      | Ortorómbico (Pbnm)                     |
| MoO3             | Fase β                | 553-673 K y 1 atm                      | Monoclínico                            |
| MoO3             | Fase h                | Fase a alta presión y alta temperatura | Hexagonal (P6a/m o P6a)                |
| MoO3             | MoO3-II               | 60 kbar y 973 K                        | Monoclínico                            |
| WO3              | Fase ε                | Arriba de 220 K                        | Monoclínico (Pc)                       |
| WO3              | Fase δ                | 220-300 K                              | Triclínico (P1)                        |
| WO3              | Fase γ                | 300-623 K                              | Monoclínico (P21/n)                    |
| WO3              | Fase β                | 623-900 K                              | Ortorómbico (Pnma)                     |
| WO3              | Fase α                | Arriba de 900 K                        | Tetragonal (P4/ncc)                    |

## Polimorfismo en la farmacéutica
El polimorfismo es importante en el desarrollo de ingredientes farmacéuticos. Muchas drogas reciban la aprobación normativa para una sola forma cristalina o polimorfo. En un caso clásico de patentes, la compañía farmacéutica GlaxoSmithKline defendió su patente para el tipo polimorfo II del ingrediente activo en el Zantac frente a los competidores, mientras que la del tipo polimorfo I había caducado. El polimorfismo en fármacos también puede tener implicaciones médicas directas. La medicina se administra a menudo por vía oral como un sólido cristalino sólidos y la velocidad de disolución depende de la forma cristalina exacta de un polimorfo. La pureza polimórfica de muestras de medicamentos se puede comprobar utilizando técnicas tales como la difracción de polvo de rayos X, espectroscopia de IR/Raman, y la utilización de las diferencias en sus propiedades ópticas en algunos casos.
En el caso de la fármaco antiviral ritonavir, no fue solamente un polimorfo virtualmente inactivo en comparación con la forma cristalina alternativa, si no también se encontró que el polimorfo inactivo posteriormente el polimorfo activo se convertía en la forma inactiva de contacto, debido a su energía más baja y una mayor estabilidad haciendo interconversión espontánea energéticamente favorable. Incluso una pizca del polimorfo de menor energía podría convertir grandes reservas de ritonivir a polimorfo inactivo médicamente inútil, y esto provocaría graves problemas con la producción que finalmente se resolvieron solo mediante la reformulación del medicamento en cápsulas de gel y tabletas, en lugar de las cápsulas originales.
El cefdinir es una droga que aparece en 11 patentes de 5 empresas farmacéuticas en las que se describen un total de 5 polimorfos diferentes. El inventor original Fujisawa, ahora Astellas (con su socio de la estadounidense Abbott) extendió la patente original que cubre una suspensión con una nueva formulación del anhidro. Los competidores, a su vez, patentaron hidratos de la droga con contenido de agua variable, que describían con tan solo las técnicas básicas, tales como la espectroscopia infrarroja y XRPD —una práctica criticado en una revisión porque estas técnicas, a lo sumo, sugieren una estructura cristalina diferente, pero no son capaces de especificar una—; sin embargo, dados los recientes avances en XRPD, es perfectamente factible obtener la estructura de un polimorfo de un medicamento, incluso si no existe un único cristal disponible para la forma polimórfica. Estas técnicas también tienden a pasar por alto las impurezas químicas o incluso componentes acompañantes. Los investigadores de Abbott se dieron cuenta de lo difícil que era cuando, en una solicitud de patente, se ignoró que su nueva forma cristalina del cefdinir era, de hecho, la de una sal de piridinio. La revisión también cuestionó si los polimorfos ofrecían alguna ventaja en el medicamento existente: algo claramente exigido en una nueva patente.
El ácido acetilsalicílico tiene un segundo polimorfo elusivo que fue descubierto por primera vez por Vishweshwar et al.; detalles constructivos finos fueron dadas por Bond et al. Un nuevo tipo de cristal se encontró después del intento de cocristalización de la aspirina y el levetiracetam en acetonitrilo caliente. La forma II es estable solamente en 100 K y vuelve a la forma I a temperatura ambiente. En la (inequívoca) forma I, dos moléculas salicílico forman dímeros centrosimétricos a través de los grupos acetilo con (ácido) protones de metilo a enlaces de hidrógeno de carbonilo, y, en la forma II recientemente reivindicada, cada molécula salicílica forma los mismos enlaces de hidrógeno, pero luego con dos moléculas conexos en lugar de uno. Con respecto a los enlaces de hidrógeno formados por los grupos de ácido carboxílico, los dos polimorfos forman estructuras dímero idénticas.
Otras situaciones farmacéuticas:
- El polvo de paracetamol tiene pobres propiedades de compresión; esto plantea dificultades en la fabricación de tabletas, por lo que un nuevo polimorfo de paracetamol encontrado debería ser más compresible.
- Debido a las diferencias en la solubilidad de polimorfos, un polimorfo puede ser más activo terapéuticamente que otro polimorfo de la misma droga.
- Existe acetato de cortisona en al menos cinco polimorfos diferentes, cuatro de los cuales son inestables en agua y el cambio a una forma estable.
- La carbamazepina beta-polimorfa (utilizado en la epilepsia y la neuralgia trigeminal), desarrollada a partir de disolventes de alcohol de alta constante dieléctrica antiguamente alifático, mientras que el polimorfo alfa se cristalizó a partir de disolventes de baja constante dieléctrica, tales como tetracloruro de carbono.
- El estrógeno y el cloranfenicol también muestran polimorfismo.

Walter McCrone declaró que «cada compuesto tiene diferentes formas polimórficas, y que, en general, el número de formas conocidas para un compuesto dado es proporcional al tiempo y el dinero gastado en la investigación sobre ese compuesto».
Los polimorfos cristalinos pueden desaparecer. Se han registrado casos de laboratorios que cultivan cristales de una estructura en particular, y cuando tratan de recrearlo no se crea la estructura cristalina original, sino una nueva estructura cristalina. Además, han sido registrados resultados de una estructura cristalina intermitentemente polimorfar de un momento a otro. La droga paroxetina fue objeto de una demanda que giraba en torno a un par de ciertos polimorfos. Se conoce un ejemplo de cuando una llamado polimorfo «desaparecido» reapareció después de 40 años. Estos llamados polimorfos «desaparecidos» probablemente sean formas cinéticas metaestables.

## Politipismo
Los politipos son un caso especial de polimorfos, donde múltiples estructuras cristalinas de empaquetamiento compacto difieren en una sola dimensión. Los politipos tienen planos idénticos apretados, pero difieren en la secuencia de apilamiento en la tercera dimensión perpendicular a los planos de estos. El carburo de silicio (SiC) tiene más de 170 politipos conocidos, aunque la mayoría son poco frecuentes. Todos los politipos de carburo de silicio tienen prácticamente la misma densidad y energía libre de Gibbs. Los politipos de SiC más comunes se muestran en la siguiente tabla. ZnS y CdI2 también son politípicos.
Algunos politipos de SiC:
| Fase  | Estructura           | Notación Ramsdell | Secuencia de apilamiento | Comentario                        |
| ----- | -------------------- | ----------------- | ------------------------ | --------------------------------- |
| α-SiC | hexagonal            | 2H                | AB                       | Forma wurtzita                    |
| α-SiC | hexagonal            | 4H                | ABCB                     |                                   |
| α-SiC | hexagonal            | 6H                | ABCACB                   | La forma más estable y común      |
| α-SiC | rombohedral          | 15R               | ABCACBCABACABCB          |                                   |
| β-SiC | cara cúbica centrada | 3C                | ABC                      | Forma esfalerita o blenda de cinc |